# 씨야
씨야(SeeYa)는 대한민국의 남규리, 김연지, 이보람 소속의 3인조 여성 R&B 그룹이다. 그룹명은 'SEE You Always'의 약자로 "언제나 팬 앞에서 노래를 하겠다"는 뜻과 'SEE You Again'의 약자로 "다시 만나자"는 뜻이 담겨 있다. 2006년 3월 12일 1집 The First Mind 로 데뷔했으며, 2011년 1월 30일 데뷔 4년 10개월 만에 해체되었다. 2012년에 결성된 더 씨야와는 직접적인 관련이 없다. 2020년 4월 재결합을 예정하였지만 11월 끝내 무산되었다.

## 활동

### 2006: 1집The First Mind
씨야는 2006년 3월 12일 SBS 《인기가요》를 통해 첫 공중파 데뷔를 하였으며, 정규 1집 앨범인 《The First Mind》에서 미디엄 템포 발라드 곡인 《여인의 향기》로 많은 사랑을 받았다. 엠넷미디어와의 계약이 끝나, 엠넷미디어에 속한 코어콘텐츠미디어로 소속사를 옮겼다.
이어 발표한 《구두》와 SG 워너비와의 듀엣곡인 《사랑하기 때문에》는 씨야라는 이름을 대중에게 알리는 계기를 마련하였다. 또한 《The First Mind》는 여자 그룹 가수로는 드물게 앨범 판매량이 10만 장을 넘었다. 씨야는 2006년 중반기에 드라마 《투명인간 최장수》의 O.S.T로 쓰인 《미친 사랑의 노래》를 싱글 앨범으로 발표하였다.

### 2007: 2집 ' Lovely Sweet Heart '
씨야는 2007년 5월에 발표한 정규 앨범 2집인 《Lovely Sweet Heart》에서 이전과는 다른 분위기의 곡들을 선보였다. 특히 《엘가의 사랑의 인사》를 샘플링한 《사랑의 인사》는 1집에 비해 팬층의 폭을 확대하는 데 많은 기여를 했으며, 이어 발표한 후속곡 《결혼할까요》와 씨야 본연의 가창력을 보여준 《얼음 인형》도 많은 사랑을 받았다.
2008년 1월에 2.5집 《California Dream》를 발매하였다. 2.5집은 그동안 멤버 개개인이 활동한 노래를 모은 앨범으로, 남규리가 영화 《못말리는 결혼》의 O.S.T로 부른 《깊은밤을 날아서》와 이보람이 부른 KBS 드라마 《풀하우스》의 O.S.T인 《처음 그자리에》와 브라운 아이드 걸스의 제아와 씨야의 김연지가 함께 부른 《The day》와 《정(情)》을 씨야의 색깔에 맞게 편곡하여 불렀다.
이외에도 1집에 수록되었던 《구두》의 연장선상에서 만들어진 《슬픈 발걸음》과 편안한 미디엄 템포곡인 《그래도 좋아》가 수록되었다.

### 2008: 3집Brilliant Change
2008년 9월 26일, 씨야의 3집인 《Brilliant Change》가 발매되었는데, 타이틀 곡인 《Hot Girl》은 일렉트로 하우스 음악으로써 그동안 미디엄 템포의 음악으로 사랑받아온 씨야에 대한 고정 관념을 탈피하는 데 기여하였다.

### 2009: '남규리 팀 무단 이탈 및 탈퇴', '새 멤버 수미' 영입
2009년 4월 남규리는 팀을 무단이탈 하였다고 소속사가 거짓을 퍼트렸으며, 소속사와 공방전을 벌이다 지난 2009년 7월 소속사와 화해분위기를 조성하였으나 8월 15일 끝내 남규리와 결별을 선언해서 남규리는 씨야에서 탈퇴하게 되었다. 소속사는 새 멤버를 물색해오다 2009년 8월 19일 씨야의 새 멤버 수미를 공식발표하였다.

### 2009: '미니앨범 《Rebloom》', '리더교체'
씨야는 1대리더였던 남규리가 팀을 탈퇴하게 되면서 새로운 리더 (2대)가 이보람으로 바뀌었다.
2009년 10월 29일, 미니앨범 〈리블룸(Rebloom)〉을 발매하였다. 타이틀곡 《그놈목소리》는 왕따춤이라는 이름으로 대중사이에 화제를 모았다.

### 2010: '수미 탈퇴', 씨야 합류 1년만에 남녀공학 이적
2010년 7월 23일 수미가 씨야 합류 1년만에 코어콘텐츠미디어에서 준비중인 혼성그룹 남녀공학의 멤버로 이적하게 되었다.

### 2010: '씨야 2인조 활동', '씨야 그리고 다비치' 발매
2010년 10월 8일 작곡가 이경섭의 20주년 기념 프로젝트 《TWENTYth Urban》에 참여, 드라마 《로망스》의 OST 〈이별이 오지 못하게〉를 리메이크하였다.
2010년 10월 11일 씨야는 다비치와 함께 디지털 싱글 앨범 《씨야 그리고 다비치》를 발매하였다. 타이틀곡 〈다 컸잖아〉는 세련된 선율이 돋보이는 슬픈 가사의 곡이다.

### 2010-2011: '씨야 데뷔 5년만에 공식해체' , ' 김연지, 이보람', '각자의 길'
2010년 12월 14일 씨야는 5년만에 공식해체를 선언하고 2011년 1월 25일 베스트앨범인 See You Again을 발매했다. 이 앨범은 전 멤버 남규리가 참여해서 더욱 눈길을 끌었다. 마지막 고별무대는 1월 27일 《엠카운트다운》, 1월 28일 《뮤직뱅크》, 1월 29일 《쇼! 음악중심》, 1월 30일 《SBS 인기가요》에서 순차적으로 보여줬으며, 1월 30일 《인기가요》를 끝으로 씨야는 해체했다.

### 2020 재결합 및 무결정
2020년 4월 1일 재결합을 예정하였지만 11월 1일 끝내 무결정되었다.

## 이전 구성원
| 이름   | 소개 |
| ------ | --- |
| 남규리 | - 생년월일: 1985년 4월 26일(39세) - 출생지: 대한민국 서울특별시 - 특이사항: 배우로 활동(2008년 ~ 현재) - 활동기간: 2006년 3월 12일 ~ 2009년 8월 15일 활동기간: 2010년 12월 14일 ~ 2011년 1월 30일                         |
| 김연지 | - 생년월일: 1986년 10월 30일(38세) - 출생지: 대한민국 경기도 안양시 - 학력: 경희대학교 포스트모던음악학과 졸업 - 특이사항 : 솔로활동(2010년 ~ 현재) - 활동기간 : 2006년 3월 12일 ~ 2011년 1월 30일                        |
| 이보람 | - 생년월일: 1987년 2월 17일(38세) - 출생지: 대한민국 경기도 성남시 - 학력: 서울예술대학 실용음악학과 - 특이사항 : 솔로활동(2011년 ~ 현재) - 현재 소속사 : 냠냠엔터테인먼트 - 활동기간 : 2006년 3월 12일 ~ 2011년 1월 30일 |
| 이서안 | - 생년월일 : 1989년 3월 3일(36세) - 출생지 : 대한민국 서울특별시 영등포구 - 학력 : 한국항공전문학교 항공운항과 (졸업) - 특이사항 : 배우로 활동(2011년 ~ 현재) - 활동기간 : 2009년 8월 19일 ~ 2010년 7월 23일              |

## 발매 음반

### 정규 음반
- 2006년 2월 17일: 씨야 1집 《The First Mind》
- 2007년 5월 25일: 씨야 2집 《Lovely Sweet Heart》
- 2008년 1월 2일: 씨야 2.5집 《California Dream》
- 2008년 9월 26일: 씨야 3집 《Brilliant Change》
- 2009년 10월 26일: 씨야 미니앨범 《Rebloom》
- 2011년 1월 25일: 씨야 스페셜앨범 《See You Again》

### 디지털 싱글
- 2006년 7월 14일: 씨야 디지털 싱글 《미친 사랑의 노래》 (KBS 드라마 투명인간 최장수의 O.S.T)
- 2006년 9월 8일: 브라운 아이드 걸스 & 씨야 싱글 《To My Lover》
- 2007년 11월 15일: 씨야 디지털 싱글 쿵야어드벤처 O.S.T 《용기를 주세요》
- 2007년 12월 27일: 씨야 디지털 싱글 《슬픈 발걸음 (구두 II)》
- 2008년 5월 29일: 《Color Pink》(with 다비치, 블랙펄)
- 2009년 5월 6일: 《여성시대·영원한 사랑》(with 다비치, 티아라)
- 2010년 1월 7일: 《원더우먼》(with 다비치, 티아라)
- 2010년 10월 11일: 씨야 & 다비치 디지털 싱글 《씨야 그리고 다비치》

### 참여 음반
- 2007년 2월: 작곡가 조영수 프로젝트 ALL-STAR 앨범 - 《미워요》
- 2007년 5월: 영화 《못말리는 결혼》 O.S.T - 《깊은밤을 날아서》(남규리)
- 2007년 11월: 지아 Compilation - Violin 《깊은밤을 날아서, 미친 사랑의 노래》
- 2007년 11월: 시트콤 《못말리는 결혼》 O.S.T - 《요즘 나는》(남규리, 이홍기)
- 2008년 1월: 조PD & 윤일상 프로젝트 앨범 - 《Free Music》
- 2008년 3월: 영화 《숙명》 O.S.T - 《가슴속에 한 사람, 시차, 순애보, 유죄》
- 2008년 3월: 작곡가 조영수 프로젝트 ALL-STAR 앨범2 - 《바보》
- 2008년 4월: 2008 연가 - 《깊은밤을 날아서》(남규리), 《情, The Day》(씨야 & 브라운 아이드 걸스), 《여인의 향기, 구두》
- 2008년 7월: 영화 《고死 : 피의 중간고사》 O.S.T - 《남자(男子)》(남규리)
- 2008년 8월: MBC 드라마 《에덴의 동쪽》 O.S.T - 《Crazy Woman》(김연지, 이해리, 이정민), 《홍두Ⅱ》(이보람)
- 2009년 3월: 영화 《슬픔보다 더 슬픈 이야기》 O.S.T - 《보고싶은 얼굴》(남규리)
- 2010년 3월: 드라마 《개인의 취향》 O.S.T - 《가슴이 뭉클》
- 2010년 9월 6일: 작곡가 안영민 프로젝트 BABY BROWN 앨범 - 《미쳤나봐》
- 2010년 10월 8일: 작곡가 이경섭 20주년 기념 프로젝트 TWENTYth Urban - 《이별이 오지 못하게》

## 정규 앨범 정보
| 앨범 #     | 앨범 정보 | 수록곡 |
| ---------- | --- | --- |
| 1          | 정규 1집 - The First Mind - 발매일:2007년 2월 23일 - 판매량: 107,928장 [절판] - 음반 제작 유통사: Poibos Co. Ltd     | 1. 여인의 향기 2. 구두 3. 사랑하기 때문에(feat.SG워너비) 4. 접시꽃 5. Promise U 6. 처음부터 또다시 7. 유죄 8. 이별해보기 9. Tears and Fears 10. 사랑했다면 11. 그냥 12. 내 잘못입니다                                                                       |
| 2          | 정규 2집 - Lovely Sweet Heart - 발매일: 2008년 5월 29일 - 판매량: 81,723장 [절판] - 음반 제작 유통사: Poibos Co. Ltd | 1. 사랑의 인사 2. 결혼할까요 3. 너는 내 남자 4. Dirty Dancing 5. 어떻게 널 잊겠니 6. 사랑아 7. 그 사람이 나를 사랑해요 8. Summer Dream 9. 사랑이 간다 10. 감동을 주세요 11. 얼음인형 12. 순애보 13. 남                                                      |
| 2.5        | 스페셜 앨범 - California Dream - 발매일: 2009년 1월 6일 - 판매량: 22,352장 - 음반 제작 유통사: Poibos Co. Ltd        | 1. 슬픈 발걸음 (구두 II) 2. 그래도 좋아 3. Classic 4. 연가 5. 미워요 6. 요즘 나는 (feat. F.T. Island의 이홍기) 7. 깊은 밤을 날아서 8. 처음 그 자리에 9. 미친 사랑의 노래 10. The Day 11. 情                                                                 |
| 3          | 정규 3집 - Brilliant Change - 발매일: 2009년 9월 17일 - 판매량: 25,711장 - 음반 제작 유통사: Poibos Co. Ltd          | 1. 가니 (Feat. SG 워너비의 김용준, 황정음, Mario) 2. Hot Girl 3. Turn It Up 4. 집으로 돌아오는 길 (Feat. SG 워너비의 김진호) 5. 내가 울더라도 6. 덩그러니 7. 사모곡 8. I Wish 9. 남자는 그래요 10. 그 사람 (구두 Ⅲ) 11. 솜사탕 12. 나 없이도 13. Loving You |
| 미니앨범   | 정규 미니앨범 - Rebloom - 발매일: 2010년 10월 25일 - 판매량: 장 - 음반 제작 유통사: Poibos Co. Ltd                   | 1. 그 놈 목소리 2. 앗차! 3. 눈물의 여왕 4. 바람핀다 믿었니 5. T-Gana (티-가나) 6. 여성시대 |
| 스페셜앨범 | 정규 스페셜앨범 - See You Again - 발매일: 2012년 1월 20,일 - 판매량: 장 - 음반 제작 유통사:                          | 1. 내겐 너무 멋진 그대 2. The Last 3. 여인의 향기 4. 구두 5. 사랑의 인사 6. 결혼 할까요 7. 사랑이 간다 8. 슬픈 발걸음 9. 그래도 좋아 10. 미워요 11. 미친 사랑의 노래 12. 가니 13. 사모곡 14. 그 놈 목소리 15. 눈물의 여왕                                   |

## 뮤직비디오
- 《여인의 향기》
- 《구두》
- 《사랑의 인사》
- 《결혼 할까요》
- 《얼음인형》
- 《슬픈 발걸음》 (With. 초신성, 하석진)
- 《그래도 좋아》
- 《미워요》
- 《미친 사랑의 노래》
- 《The Day》
- 《情》
- 《가니 (Feat. SG 워너비의 김용준, 황정음, Mario)》
- 《Hot Girl》
- 《그 사람 (구두 Ⅲ)+나 없이도》
- 《그 놈 목소리》
- 《내겐 너무 멋진 그대》

## 수상 경력
| 연도 | 상 |
| ---- | --- |
| 2006 | - 제13회 대한민국 연예예술상 여자그룹가수상 - 제3회 아시아송 페스티벌 신인상 - 2006 Mnet KM Music Festival(MKMF) 최우수 OST상 - 제16회 서울가요대상 신인가수상 - 제21회 골든디스크상 지펠 신인상 - 2006 SBS 가요대전 여자신인상 |
| 2007 | - 2007 Mnet KM Music Festival (MKMF) 여자그룹가수상 - 제22회 골든디스크상 디지털음원본상 |
| 2008 | - 제17회 하이원 서울가요대상 본상 |

### 가요 프로그램 1위
| 연도            | 수상 내역 (총 6회) |
| --------------- | --- |
| 2006년 (총 1회) | - 여인의 향기 (총 1회) - 4월 23일 SBS 《인기가요》 뮤티즌송                                                                                                  |
| 2007년 (총 3회) | - 사랑의 인사 (총 2회) - 7월 5일 M.net 《엠카운트다운》 1위 - 7월 15일 SBS 《인기가요》 뮤티즌송 - 결혼할까요 (총 1회) - 8월 30일 M.net 《엠카운트다운》 1위 |
| 2008년 (총 2회) | - 슬픈 발걸음 (총 2회) - 1월 20일 SBS 《인기가요》 뮤티즌송 - 1월 31일 M.net 《엠카운트다운》 1위                                                            |

## 활동 경력
- 2007년 6월 : 저작권 홍보대사
- 2007년 9월 : 정보통신윤리위원회 홍보대사